# Яцишен Ян Володимирович
Ян Володимирович Яцишен — полковник Збройних сил України, командир 47-ї окремої механізованої бригади (з 2024).

## Життєпис
В 2015 році виконував бойові завдання під Мар'їнкою.
В 2018 у званні підполковника служив на посаді заступника начальника штабу 28 ОМБр.
У 2023—2024 був командиром 56-ї мотопіхотної бригади.
З березня 2024-го призначений командиром 47-ї окремої механізованої бригади «Маґура».

## Нагороди і відзнаки
- Хрест бойових заслуг (25 червня 2024) — за особисту мужність, виявлену у захисті державного суверенітету та територіальної цілісності України, самовіддане виконання військового обов'язку[4]
- орден Богдана Хмельницького ІІІ ступеня (10 травня 2023) — за особисту мужність, виявлену у захисті державного суверенітету та територіальної цілісності України, самовіддане виконання військового обов'язку[5]